# Комедія по-італійськи
Що таке італійська комедія: трактування первісно драматичних тем з поняттями комедії, задоволення, іронії та гумору. Це те, що відрізняє італійську комедію від усіх інших комедій. — Маріо Монічеллі (з інтерв'ю), 
Коме́дія по-італі́йськи (італ. Commedia all'italiana) — термін для позначення жанру італійських кінокомедій кінця 1950-х і 1960-х років. У комедіях йшлося — часто з сатиричним підтекстом — про звички буржуазії. Одним із перших фільмів цього жанру можна вважати «Розлучення по-італійськи» (1962) П'єтро Джермі. У назві фільму вперше з'являється термін «по-італійськи» (італ. all'italiana), який згодом поширився на комедії цього етапу італійського кіно. Головними представниками цього жанру, окрім П'єтро Джермі, є режисери Маріо Монічеллі, Луїджі Коменчіні, Стено, Діно Різі та Паскуале Феста Кампаніле, а також автори Айдж і Скарпеллі, Родольфо Сонего та Сузо Чеккі Д'Аміко. Серед зірок цих фільмів були Вітторіо Ґассман, Марчелло Мастроянні, Уго Тоньяцці, Альберто Сорді, Клаудія Кардинале, Моніка Вітті та Ніно Манфреді.

## Додаткова література
- Трифонова Г. В. Комедія по-італійськи як оригінальний кінематографічний жанр // Актуальні проблеми науки та освіти: Збірник матеріалів XXII підсумкової науково-практичної конференції викладачів МДУ. — 2020. — С. 203—204. (укр.)